# Stictochironomus abasirisecundus
Stictochironomus abasirisecundus är en tvåvingeart som beskrevs av Sasa och Shirasaka 1988. Stictochironomus abasirisecundus ingår i släktet Stictochironomus och familjen fjädermyggor. Inga underarter finns listade i Catalogue of Life.